# Kaschierung (Kino)
Kaschierung (manchmal kurz Kasch genannt) bezeichnet im Kino den schwarzen Rand der Leinwand, der die genutzte Projektionsfläche begrenzt. Da Filme in unterschiedlichen Formaten bzw. Seitenverhältnissen (1,33:1, 1,66:1, 1,85:1; bis zu 2,55:1 bei CinemaScope) dargestellt werden, ist der Rand in Kinos verschiebbar. Die Bildwand ist in den meisten Kinosälen so konstruiert, dass sie bei maximaler Bildgröße ein Bild im Cinemascope-Format darstellt und schmalere Formate durch einen beweglichen Kasch begrenzt werden. Seltener ist die Bildwand auf ein Bild im Breitwand-Format (heute in der Regel 1,85:1) ausgelegt, und es wird die Kaschierung am oberen und unteren Rand der Bildwand bewegt. In Einzelfällen werden auch beide Verfahren kombiniert. Der seitliche Rand wird dabei oft gemeinsam mit dem Vorhang bewegt.
Der Rand der Kaschierung ist etwas kleiner als der ausgeleuchtete Bereich der Leinwand. Da die Kaschierung einen scharfen Rand hat und das auftreffende Licht nicht nennenswert reflektiert, bildet sie eine rechteckige, scharfe und ruhige Begrenzung des Bildes.
Beim Abspielen von Kinofilmen im Fernsehen oder von Videokassette bzw. DVD wird auch der schwarze Balken am oberen und unteren Bildrand als Kaschierung bezeichnet. Dieser kommt durch die unterschiedlichen Seitenverhältnisse von Kinobild und Fernsehbild zustande; zusätzlich (oder anstelle der Darstellung mit Balken) wird vom „breiten“ Kinobild oft seitlich ein Teil weggeschnitten.

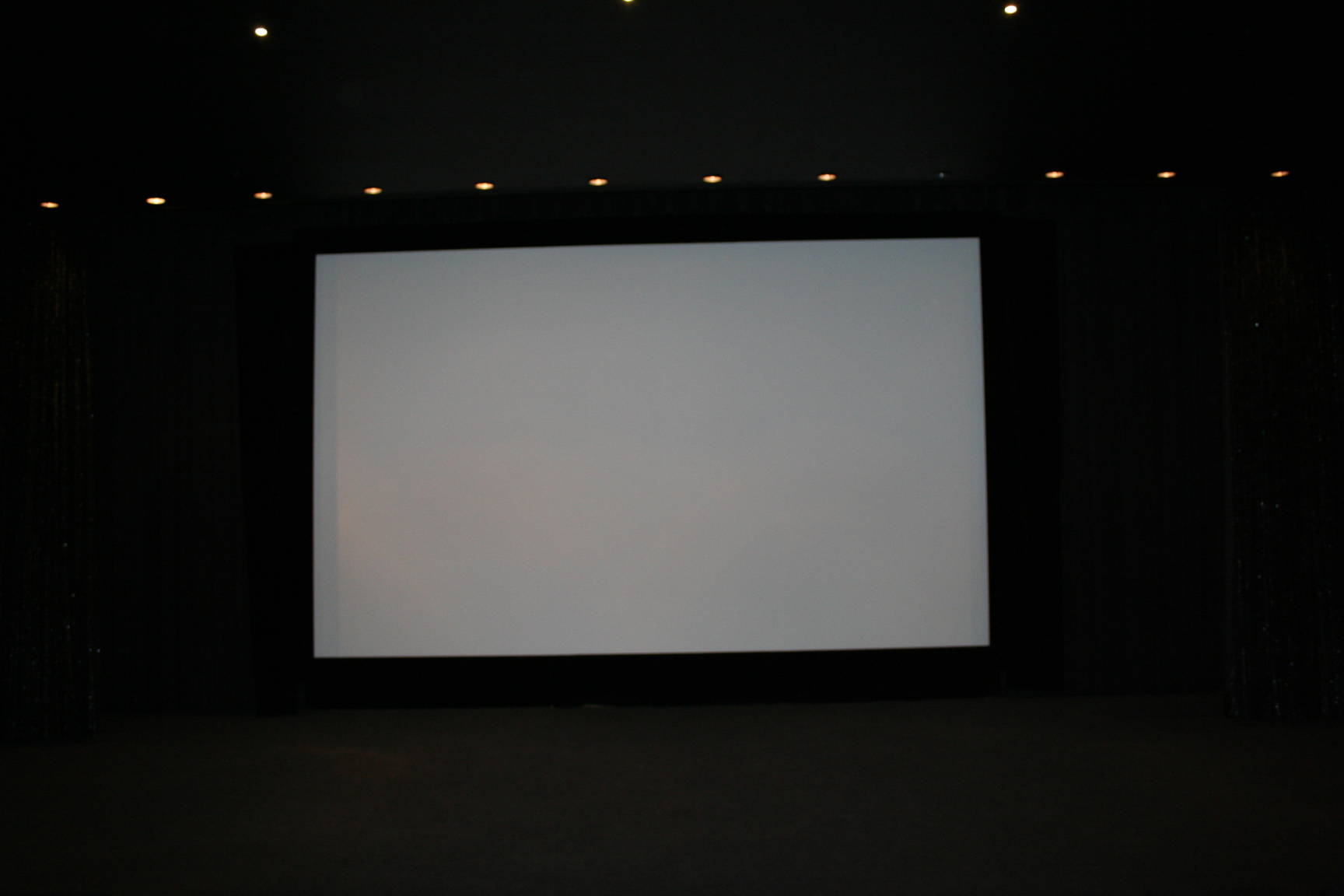
Kasch im Kino, Format: Breitwand 1:1,65
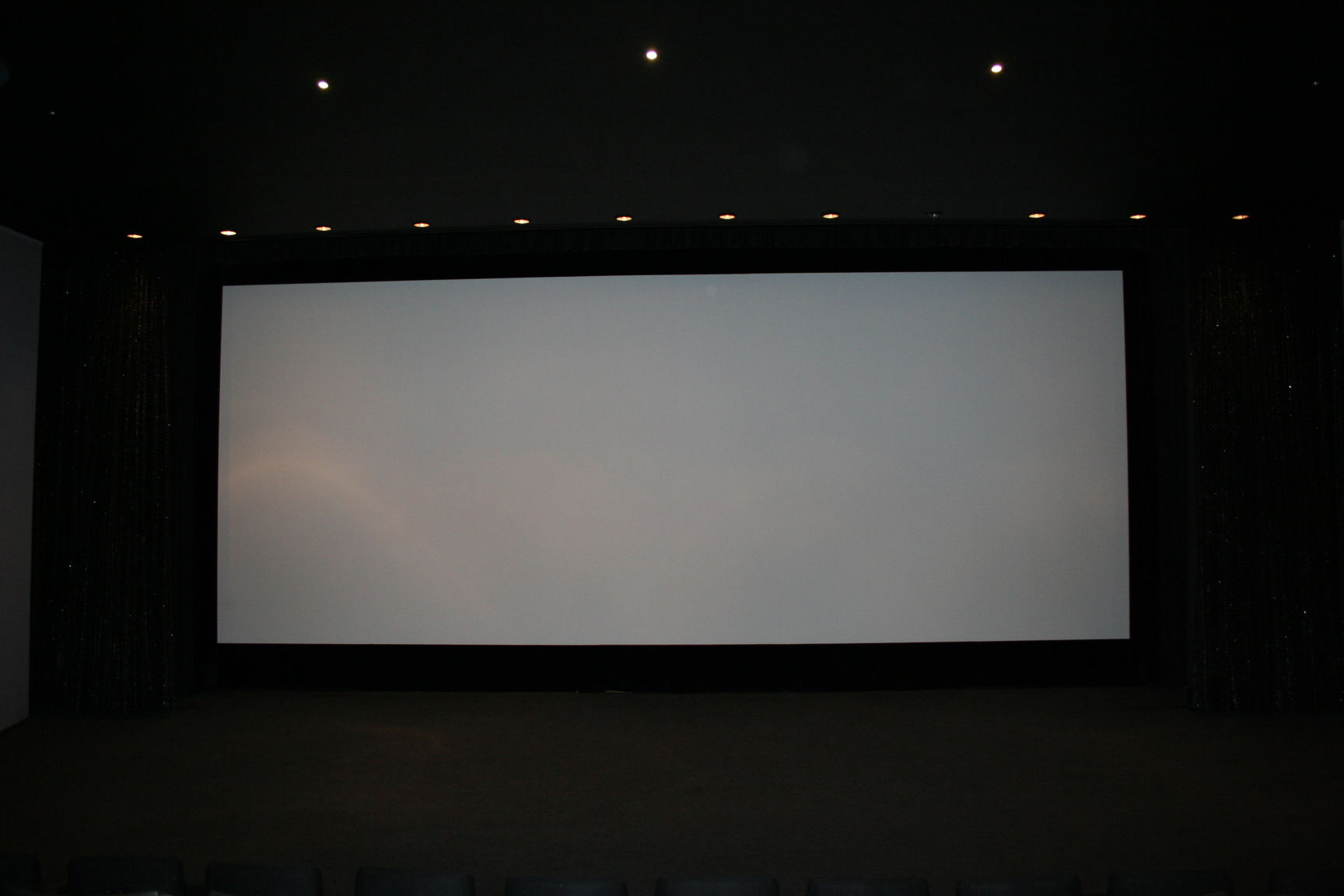
Kasch im Kino, Format: Cinemascope, 1:2,35
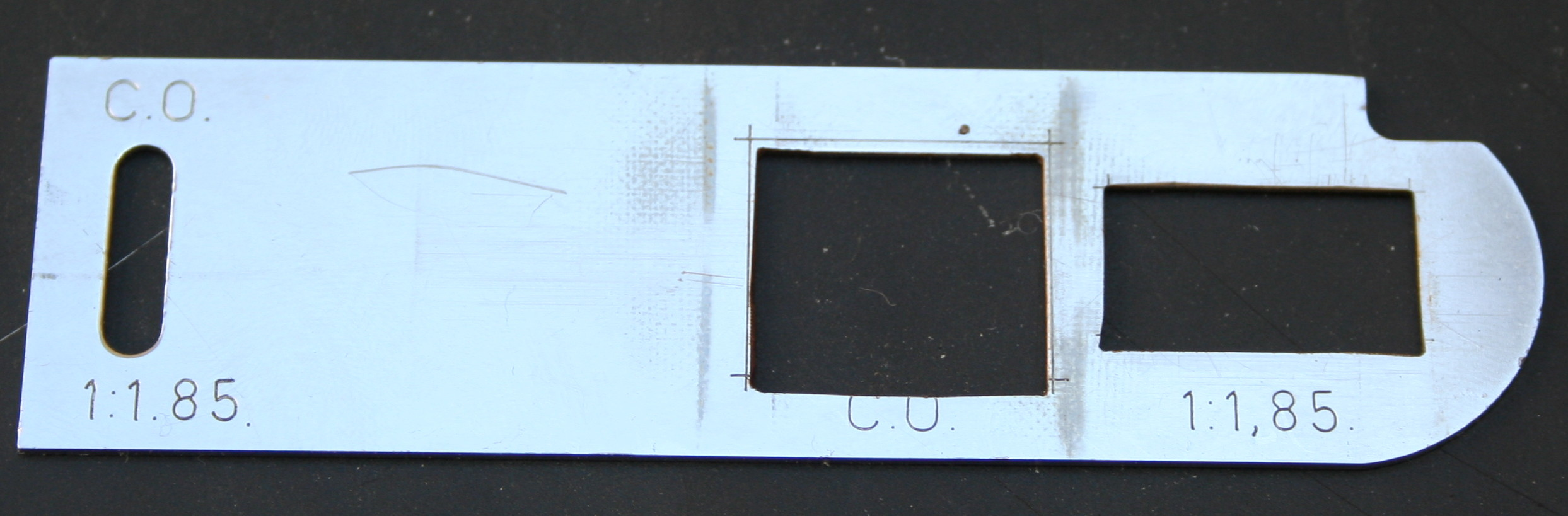
Bildmaske für Kinoprojektor FP 30 – links Bildfenster für CinemaScope, rechts für Breitwand 1:1.85